# Peter Germain
Peter Germain (ur. 22 stycznia 1982 w Saint-Marc) – haitański piłkarz występujący na pozycji pomocnika. Zawodnik klubu Baltimore SC.

## Kariera klubowa
Germain karierę rozpoczął w 2001 roku w zespole Baltimore SC. W sezonie 2005 wywalczył z nim mistrzostwo fazy Fermeture (sezon zamknięcia), a w sezonach 2006, 2007 oraz 2011 mistrzostwo fazy Ouverture (sezon otwarcia).

## Kariera reprezentacyjna
W reprezentacji Haiti Germain zadebiutował w 2001 roku. W 2007 roku został powołany do kadry na Złoty Puchar CONCACAF. Zagrał na nim w meczach z Gwadelupą (1:1) i Kanadą (0:2), a Haiti zakończyło turniej na fazie grupowej.
W latach 2001–2012 w drużynie narodowej rozegrał 66 spotkań i zdobył 3 bramki.